# Wasserkühlung

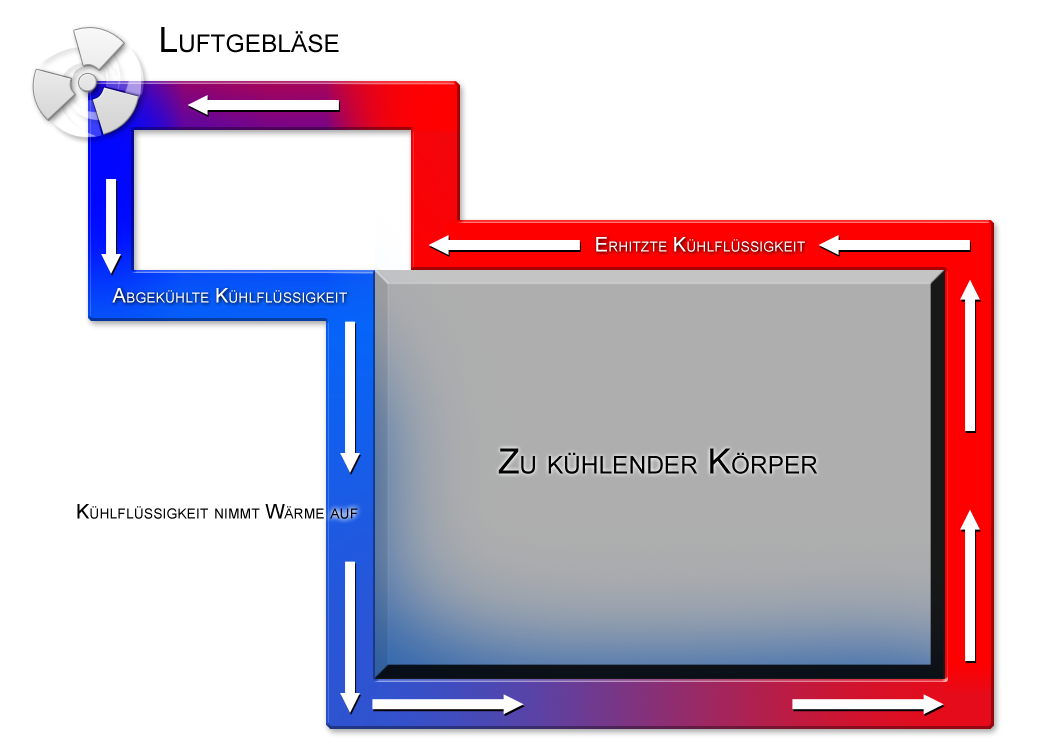
Beispiel einer einfachen Wasserkühlung

Als Wasserkühlung wird ein Kühlsystem bezeichnet, bei dem das primär wärmeabführende Kühlmittel Wasser ist. Eine Wasserkühlung kann beispielsweise für die Kühlung eines Motors, eines Kraftwerks, eines Stromrichters, eines Computers (PC-Wasserkühlung) etc. mittels stehendem Wasser oder eines anliegenden oder durchlaufenden Wasserkreislaufes, angewandt werden.

Je nach Einsatzgegebenheiten werden anstatt Wasser auch andere Flüssigkeiten zur Kühlung verwendet: 
.

## Wasserkühlung in Kraftwerken

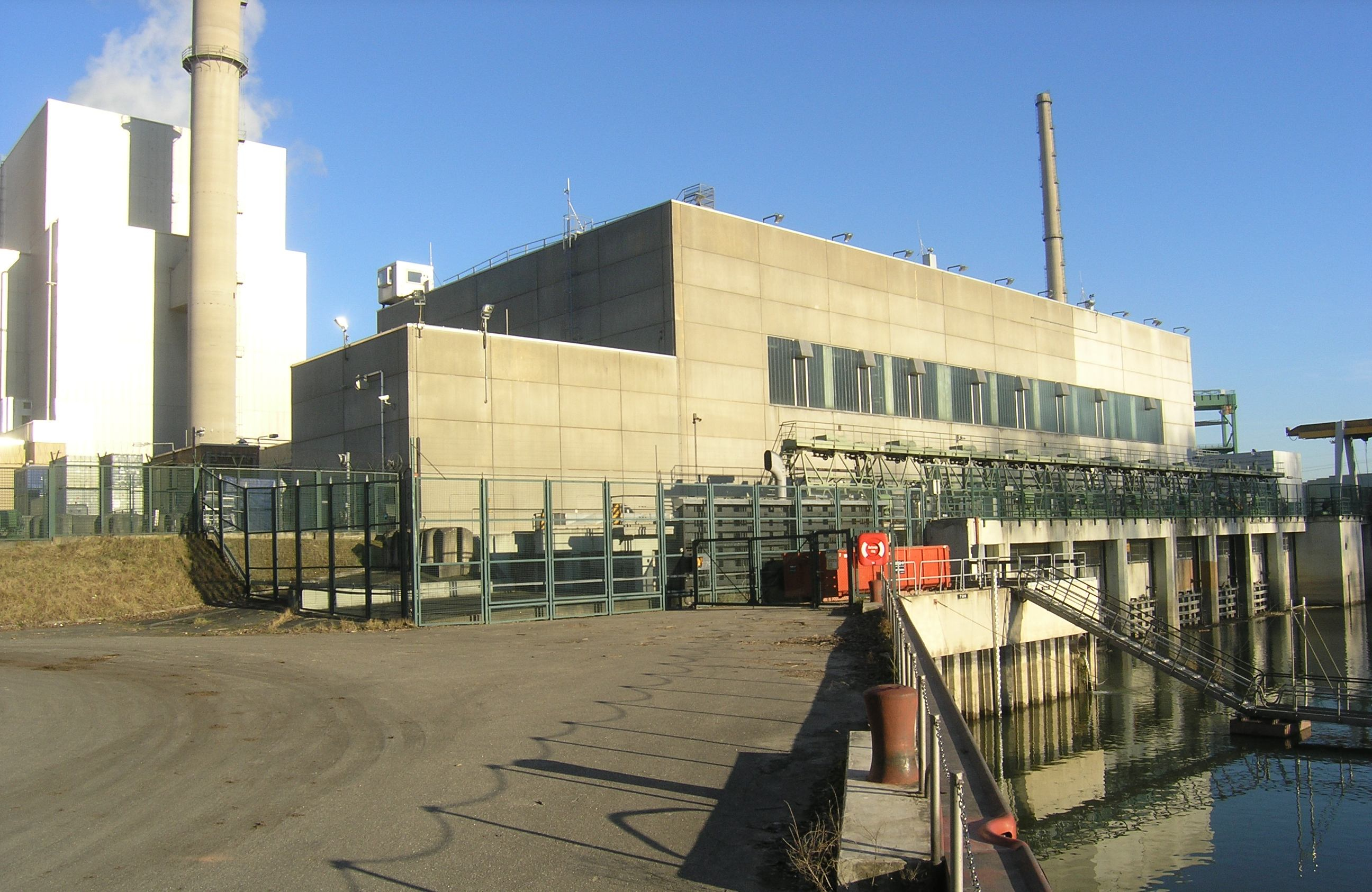
Kühlwassereinlauf eines Kernkraftwerks

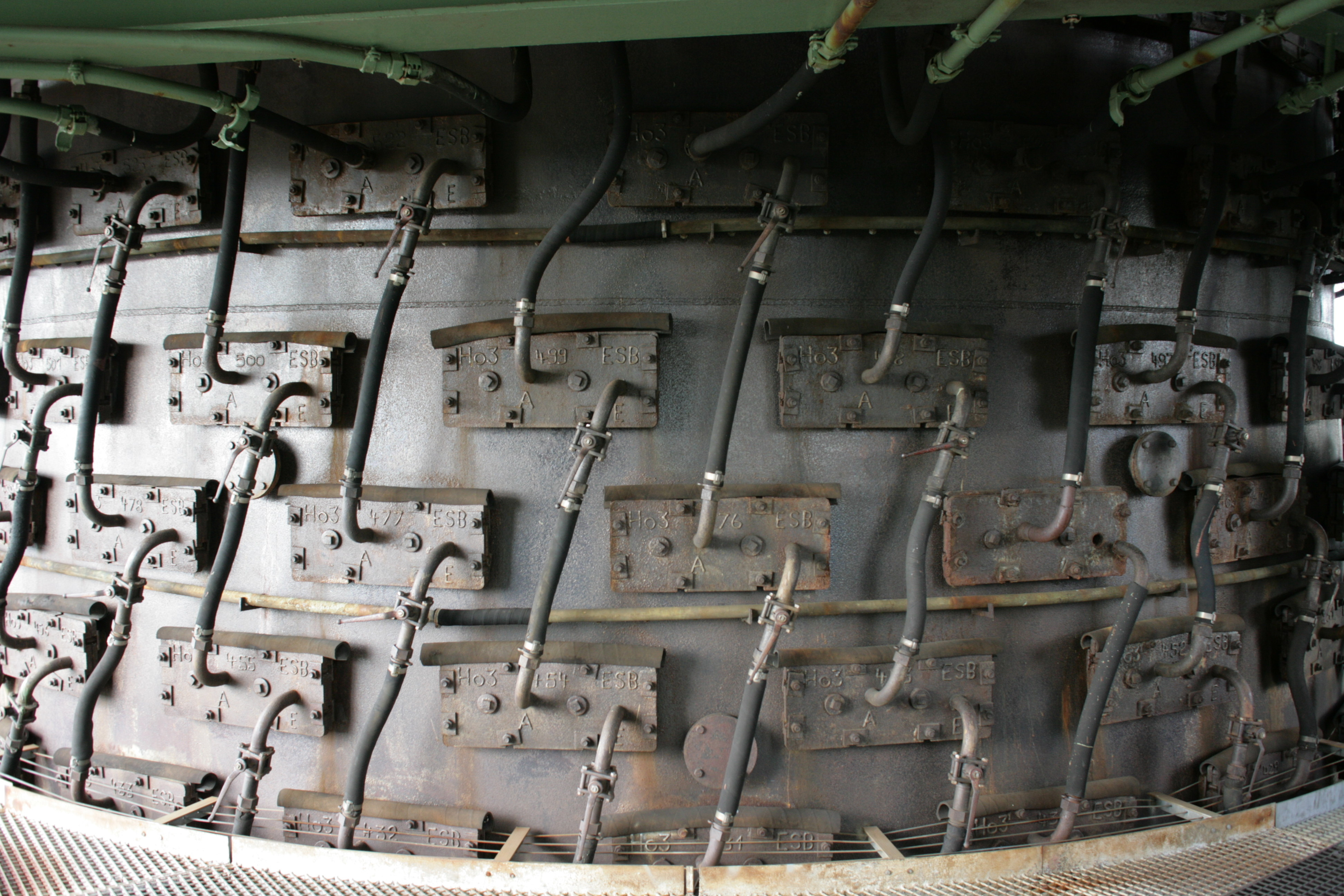
Wasserkühlung eines Hochofens

Für die Wasserkühlung in modernen kalorischen Kraftwerken sind häufig zwei getrennte Kühlkreisläufe vorhanden. Dies sind der meist offene Hauptkühlkreislauf (auch „Sekundärkreislauf“) und der in der Regel geschlossene Nebenkühlwasserkreislauf (auch „Primärkreislauf“).
Beispiel: In einem Kohlekraftwerk verdampft die Kohleverbrennung im Kessel das Wasser des Primärkreislaufs, was dessen spezifisches Volumen stark erhöht. Der heiße und unter Druck stehende Dampf wird dann auf eine Dampfturbine geleitet, in der sich der Dampf entspannt und abkühlt. Hinter den Turbinen wird dem Dampf bei geringem Druck und niedriger Temperatur in einem Wärmetauscher („Kondensator“) noch so viel Wärmeenergie entzogen, dass er wieder kondensiert (flüssig wird). Dabei reduziert sich das spezifische Volumen; das Wasser wird wieder in den Kessel gepumpt, den Druckunterschied überwindet die Speisewasserpumpe.
Im Kondensator wird der Primärkreislauf-Dampf mit Wasser gekühlt, welches aus einem nahegelegenen Gewässer – Fluss, See oder Meer, seltener Grundwasser – entnommen wird. Ist das entnommene Kühlwasser nach dem Kühlen des Primärkreislaufs für eine Rückleitung in das Gewässer zu warm, so wird es in einem Kühlturm auf die nötige Temperatur herabgekühlt. Derartige Kühltürme sind weit verbreitet.
Zwei Kühlkreisläufe ermöglichen, dass im geschlossenen Primärwasserkreislauf Korrosionsschutzmittel enthalten oder es vollentsalzt sein kann, wohingegen die Zusatzwässer des Hauptkühlwassersystems höchstens entkarbonisiert werden.
Manche Atomkraftwerkstypen, wie der Druckwasserreaktor, haben dazwischen einen weiteren geschlossenen Kreislauf. Diese Konstruktion hat den Vorteil, dass im zweiten Kreis zwischen Dampferzeuger und Turbine im Regelfall keine radioaktiven Substanzen auftreten. Das Wasser im Primärkreislauf eines Kernreaktors muss frei von neutronenabsorbierenden Substanzen wie Bor und Cadmium sein.
Bei den Wellen von Generatoren werden die in den beiden Gleitlagern entstehenden Wärmeverluste durch Zufuhr von ca. 10–20 °C kaltem Wasser umspült bzw. das Lageröl abgekühlt, um so die Lagertemperatur auf rund 50 bis 55 °C konstant zu halten. Zirka 25 Liter/s und Maschine sind ein unterer Richtwert für eine 20-MVA-Maschine bei 600 1/min und natürlich abhängig von der Maschinenleistung.
Bei Großgeneratoren mit beispielsweise 1200 MW Leistung können sowohl der Generator-Läufer wie auch der Generatorständer mit Wasser gekühlt werden. Die erforderlichen Kühlwassermengen betragen bei voller Last für den Läufer ca. 120 m³/h und für den Ständer ca. 25 m³/h.

## Einsatz in Verbrennungsmotoren
Viertaktmotoren und Diesel-Zweitaktmotoren in Schiffen werden bis auf wenige Ausnahmen wassergekühlt. Die Wasserkühlung bietet gegenüber der Luftkühlung verschiedene Vorteile. Wasser gewährleistet einen gleichmäßigen Wärmetransport und kann eine große Wärmemenge abführen. Für die Kühlung wird kaum Leistung (Hilfsenergie) benötigt, gegenüber Kühlgebläsen bei der Luftkühlung; ganz ohne Hilfsenergie kann eine Flüssigkeits-Kühlung auskommen, wenn die Thermosiphon-Wirkung einen ausreichenden Umlauf des Kühlmediums sicherstellt. Die Abzweigung von Wärme zu Heizzwecken ist denkbar einfach durch einen Heizungswärmeübertrager möglich. Die Motorblockgestaltung und damit die notwendigen Gussformen sind leicht herzustellen. Die Wasserkühlung hält den Temperaturunterschied einzelner Motorteile und damit den möglichen Verzug gering. Dies wiederum erlaubt es, die Leistungsdichte von Verbrennungsmotoren zu erhöhen. Der Wassermantel wirkt zudem geräuschdämmend. Insbesondere hoch verdichtende Ottomotoren sind im Bereich der Zylinderköpfe auf Wasserkühlung angewiesen, da es sonst vermehrt durch die Kompressionswärme zu unerwünschter Selbstentzündung und damit zu einer Klopfneigung käme. Durch die hohe Wärmekapazität von Wasser können die Motoren kompakter gebaut werden. Um die Siedetemperatur des Kühlmittels zu erhöhen, wird das Kühlsystem meistens im Überdruck betrieben.
Die Wasserkühlung hat auch verschiedene Nachteile: Bei großer Kälte kann das Kühlmittel einfrieren; es dehnt sich dann aus und kann den Kühler oder sogar den Motorblock zum Platzen bringen. Durch zusätzliche Fehlerquellen wie Undichtigkeiten, Defekte an Wasserpumpe, Kühler, Thermostat usw. sinkt die Zuverlässigkeit und steigt der Wartungsaufwand.
Bei Verbrennungsmotoren in Wasserfahrzeugen wird oft das Fahrwasser als Kühlmittel verwendet.

## Wasserkühlung in Geräten

### Sender und Leistungselektronik
Seit 1930 werden die röhrenbestückten Endstufen von Sendern hoher Leistung mit Wasser gekühlt. Da hierbei hohe elektrische Spannungen auftreten, kann nur destilliertes oder zumindest deionisiertes Wasser zum Einsatz kommen, da es nur eine sehr geringe elektrische Leitfähigkeit hat. Dieses gibt in einem Wärmeübertrager seine Wärme an einem zweiten Kreislauf ab, in dem das Wasser keinen besonderen Reinheitsanforderungen genügen muss, da es mit keinen spannungsführenden Komponenten in Kontakt kommt.
Bei Hochleistungsröhren wird die Siedekondensationskühlung angewandt. Bei dieser Technik sind Dampferzeugung und Kondensation räumlich nicht voneinander getrennt. Das Kühlmittel durchfließt den Kühlkanal, der mit zur Anodeninnenseite hin orientierten Nuten ausgestattet ist. Der in diesen Nuten entstehende Dampf gerät in den Hauptkühlkanal, wo er verwirbelt wird und wieder kondensiert. Da sich dieser Vorgang bei Temperaturen von über 100 °C abspielt, und die Änderung des Aggregatzustands von flüssig zu gasförmig genutzt wird, können mit diesem Kühlverfahren wegen der für die Verdampfung notwendigen Verdampfungsenthalpie auch bei relativ kleinen Röhren große Wärmemengen abgeführt werden.
Wasserkühlung wird auch in der Leistungselektronik angewandt, zum Beispiel an Sendeanlagen oder Stromrichtern (zum Beispiel Traktionsstromrichter in Schienenfahrzeugen). Kleinere halbleiterbestückte Sender haben keine Wasserkühlung.
In neueren Sendern wird bei größerer Leistung ab ca. 1 kW von einigen Herstellern die Wasserkühlung eingesetzt.
Großtransformatoren und Röntgengeräte werden mit Öl gekühlt.
Stromrichter in Anlagen zur HGÜ haben oft Wasserkühlung. Bei den früher verwendeten Quecksilberdampfventilen war diese im Regelfall für die Kühlung der Kathode nötig, bei halbleiterbestückten Anlagen ist eine reine Luftkühlung möglich, wird aber kaum verwendet. Es wurden auch derartige Anlagen mit ölgekühlten Stromrichterventilen wie die HGÜ Wolgograd-Donbass und die HGÜ Cahora Bassa realisiert, allerdings hat sich diese Technik nicht durchgesetzt.
Bei Hybridfahrzeugen gibt es manchmal zwei getrennte Wasserkühlkreisläufe: einer für den Verbrennungsmotor sowie einen weiteren für die Vierquadrantensteller, die die Elektromotoren steuern, sowie ggf. für Elektronikkomponenten, die den beim rekuperativen Bremsen von den als Generatoren arbeitenden Motoren erzeugten Strom für die Antriebsbatterie regeln.

### Personal Computer
Wasserkühlungen werden auch in modernen PC-Systemen zur leisen und effizienten Kühlung einzelner Komponenten eingesetzt. Dabei wird am häufigsten der Hauptprozessor gekühlt. Weitere Komponenten, die in den Kühlkreislauf eingebunden werden können, sind Grafikkarten, Hauptplatinenchipsätze, Festplatten, Netzteile, Spannungswandler und auch RAM-Bausteine.
Wasserkühlungen für PCs sind in PC-Moddingkreisen sehr verbreitet. Mittlerweile ist ein großer Markt um Wasserkühlungen entstanden.
Die Vorteile einer Wasserkühlung sind zum einen die effektive Kühlung der Hardware mit für Modder und Overclocker wichtigem Übertaktungs-Spielraum der CPU durch verbesserte Wärmeabfuhr. Zum anderen arbeitet die Kühlung fast lautlos, da auf dem Radiator (Wärmeübertrager) große, langsam drehende Lüfter eingesetzt oder auch passive Radiatoren ohne Lüfter verwendet werden können. Außerdem erhöht sich in der Regel die Zuverlässigkeit und Lebensdauer der mit Wasser gekühlten Komponenten. Je nach verwendeter Pumpe kann die Wasserkühlung eine der stromsparendsten Kühlungsmethoden sein.
Nachteilig ist der erheblich größere Installationsaufwand, die vergleichsweise hohen Kosten und – bei nicht sachgerechter Installation – der Wartungsbedarf. Häufig führt der Verzicht auf den Einsatz von Gehäuselüftern dazu, dass einzelne Komponenten überhitzen, da sie nicht im Kühlkreislauf einbezogen sind. Je nach Anzahl der verbauten Komponenten kann ein größerer Platzbedarf im Gehäuse erforderlich sein.
Wasser besitzt, verglichen mit anderen in Frage kommenden Flüssigkeiten, die höchste Wärmekapazität und ist daher erste Wahl beim Bau einer Umlauf-Flüssigkeitskühlung. Um mögliche Korrosionsprobleme bei der üblichen Mischmetall-Installation zu vermeiden, kann handelsübliches Frostschutzmittel aus dem Kfz-Zubehör verwendet werden.

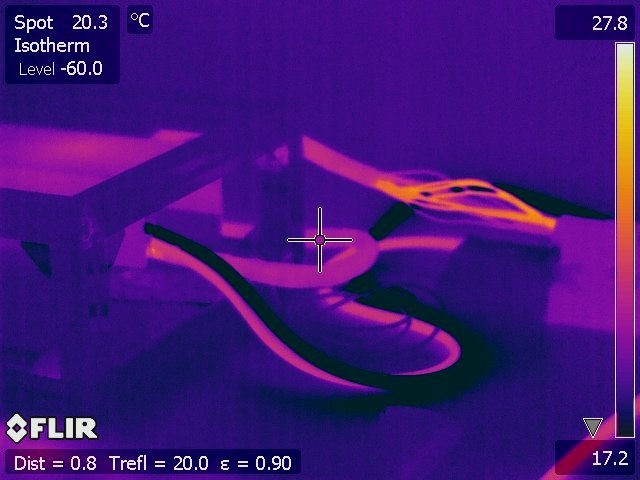
Thermografische Aufnahme der aktiven Wasserkühlung eines Lasersystems. Infolge der Temperaturdifferenz ist der wasserzuführende Schlauch schwarz, der abführende rosa dargestellt.

### Laser und Lampen
Unter anderem die Gasentladungslampen für die Anregung von Festkörperlasern werden wassergekühlt. Sie befinden sich zusammen mit dem Laserstab direkt im deionisierten Kühlwasser.
Auch Hochleistungs-Diodenlaser sind oft wassergekühlt. Man unterscheidet hier zwischen aktiver und passiver Kühlung:
- bei aktiver Wasserkühlung strömt das Wasser in der Wärmesenke direkt unter dem Laser-Barren in Mikrokanälen
- bei passiver Wasserkühlung ist lediglich die den Laser-submount tragende Wärmesenke wassergekühlt

Kohlendioxidlaser hoher Leistung und deren Spiegel sind ebenfalls oft wassergekühlt:
- langsam längsgeströmte Kohlendioxidlaser besitzen Entladungsrohre mit einem Wasserkühlmantel
- schnell geströmte und quergeströmte Kohlendioxidlaser besitzen einen Gas-Wasser-Wärmetauscher im Gaskreislauf

## Weitere Anwendungen
Als Beispiele seien hier noch einige Anwendungen von Wasserkühlung genannt:
Destillation, Hochofen, Labor-Thermostate, Hochleistungs-Elektromotoren, Plasmastrahl-Düsen, alte Maschinengewehre, Lichtmaschinen bei Kraftfahrzeugen